# Lisan Lantin
Lisan Lantin (* 7. September 1985 in Aachen) ist eine deutsche Film- und Theaterschauspielerin und Sprecherin.

## Leben
Lantin wuchs als ältestes von drei Geschwistern in Aachen auf. 2002 besuchte sie für ein halbes Jahr das Lycée Galilée in Guérande in Frankreich. Nach einem deutsch-französisch bilingualen Abitur in Aachen absolvierte sie ein Praktikum am Arkadas Theater (heute: bühne der Kulturen) in Köln. Anschließend studierte sie von 2006 bis 2007 an der Universität Potsdam Germanistik und französische Philologie und wechselte nach einem Semester an die Freie Universität Berlin, wo sie 2009 mit einem Bachelor of Arts in Theaterwissenschaft und französischer Philologie abschloss. Während dieser Zeit spielte sie am TiK (Theater im Kino) in Berlin und gründete das deutsch-französische Ensemble T.A.T, mit dem sie auf diversen Festivals, u. a. Unithea in Frankfurt (Oder) und les rencontres du jeune théâtre européen in Grenoble zu sehen war.
Von 2009 bis 2013 studierte sie Schauspielkunst an der Hochschule für Musik und Theater Rostock. Von 2013 bis 2018 arbeitete sie an verschiedenen Häusern, u. a. am Theater Konstanz, am Societaetstheater Dresden, am Theater Erlangen, am Grillo-Theater in Essen und am Theater Bonn. Von 2018 bis 2020 war sie fest am Landestheater Tübingen engagiert. Sie arbeitete u. a. mit den Regisseuren Volker Lösch, Gustav Rueb, Juliane Kann, Christoph Roos, Thomas Krupa, Johanna Schall und Mario Portmann.

## Filmografie (Auswahl)
- 2017: Familie Dr. Kleist (Fernsehserie, Nebenrolle)
- 2018: Der Bulle und das Biest (Fernsehserie, Nebenrolle)

## Theater (Auswahl)
- 2013: Der Sonnenwirt, Theater Konstanz (Rolle: Die schwarze Christine)
- 2013: Die Hose, Societaetstheater Dresden (Rolle: Louise Maske)
- 2014: Die Jungfrau von Orléans, Theater Erlangen (Rolle: Agnès Sorel)
- 2014: Dantons Tod, Theater Erlangen (Rolle: Marion)
- 2015: Der Sturm, Grillo-Theater (Rolle: Miranda)
- 2016: Frankenstein, Grillo-Theater (Rolle: Babymonster)
- 2017: Bonnopoly, Theater Bonn (Rolle: Sparkasse)
- 2018: Der Prinz, der Bettelknabe und das Kapital. Das Märchen von der sozialen Gerechtigkeit, Grillo-Theater (Rolle: Erzählerin)
- 2018: Antigone, Landestheater Tübingen (Rolle: Antigone)
- 2019: Die Ehe der Maria Braun, Landestheater Tübingen (Rolle: Maria Braun)
- 2019: Maß für Maß, Landestheater Tübingen (Rolle: Madame Overdone & Mariana)
- 2019: Romeo und Julia, Landestheater Tübingen (Rolle: Benvolia)